# Chersano
Chersano (in croato Kršan; in veneto Chersan) è un comune croato di 2 958 abitanti della Regione istriana.
Presso Brestova vi è il collegamento via traghetto a Faresina (Porozina) sull'isola di Cherso.
A Porto Fianona vi è una centrale a carbone (estratto nella val Carpano, ricco però di zolfo) molto inquinante.

## Geografia fisica
Chersano è bagnata dal fiume Arsa (Raša) e dal torrente Bogliuno (Boljunšćica).

## Società

### Etnie e minoranze straniere
Secondo il censimento del 1921, la popolazione di Chersano era così distribuita etnicamente:
| Paese       | italiani | croati | sloveni |
| ----------- | -------- | ------ | ------- |
| Fianona     | 805      | 492    | 174     |
| Chersano    | 241      | 1040   | 7       |
| Cosliaco    | 9        | 454    | 0       |
| Iessenovico | 124      | 125    | 0       |
| Villanova   | 252      | 0      | 0       |

### La presenza autoctona di italiani
È presente una piccola comunità di italiani autoctoni che rappresentano una minoranza residuale di quelle popolazioni italofone che abitarono per secoli la penisola dell'Istria e le coste e le isole del Quarnaro e della Dalmazia, territori che appartennero alla Repubblica di Venezia. La presenza degli italiani a Chersano è drasticamente diminuita in seguito all'esodo giuliano dalmata, che avvenne dopo la seconda guerra mondiale e che fu anche cagionato dai massacri delle foibe.
La minoranza di lingua italiana aderisce alla Comunità degli Italiani "Giuseppina Martinuzzi" con sede nella vicina Albona.

### Lingue e dialetti
| %      | Ripartizione linguistica (gruppi principali) |
| ------ | -------------------------------------------- |
| 1,97%  | madrelingua bosniaca                         |
| 94,88% | madrelingua croata                           |
| 0,81%  | madrelingua italiana                         |

## Geografia antropica

### Località
Il comune di Chersano è diviso in 24 insediamenti (naselja):
| - Boglievici (Boljevići) - Boscosello [Blascovi] (Blaškovići) - Chersano (Kršan), sede comunale - Ciambarelli (Čambarelići) - Cosliacco (Kožljak) - Costerciani (Kostrčani) - Ersischie (Eržišće) - Cepich (Zatka Čepić) - Fianona (Plomin) - Iessenovizza [Santa Maria del Lago] (Jesenovik) - Lanisce (Lanišće) - Lettai (Letaj) | - Piana d'Arsa (Polje Čepić) - Porto Fianona (Plomin Luka) - Purgaria (Purgarija Čepić) - Sottopedena (Podpićan) - Stepici (Stepčići) - Susgnevizza (Šušnjevica) - Vegliacchi (Veljaki) - Villa Lazzari (Lazarići) - Villanova (Nova Vas) - Vosilla (Vozilići) - Zagorie di Fianona ([Plominsko] Zagorje) - Zancovici (Zankovci) |

## Galleria d'immagini

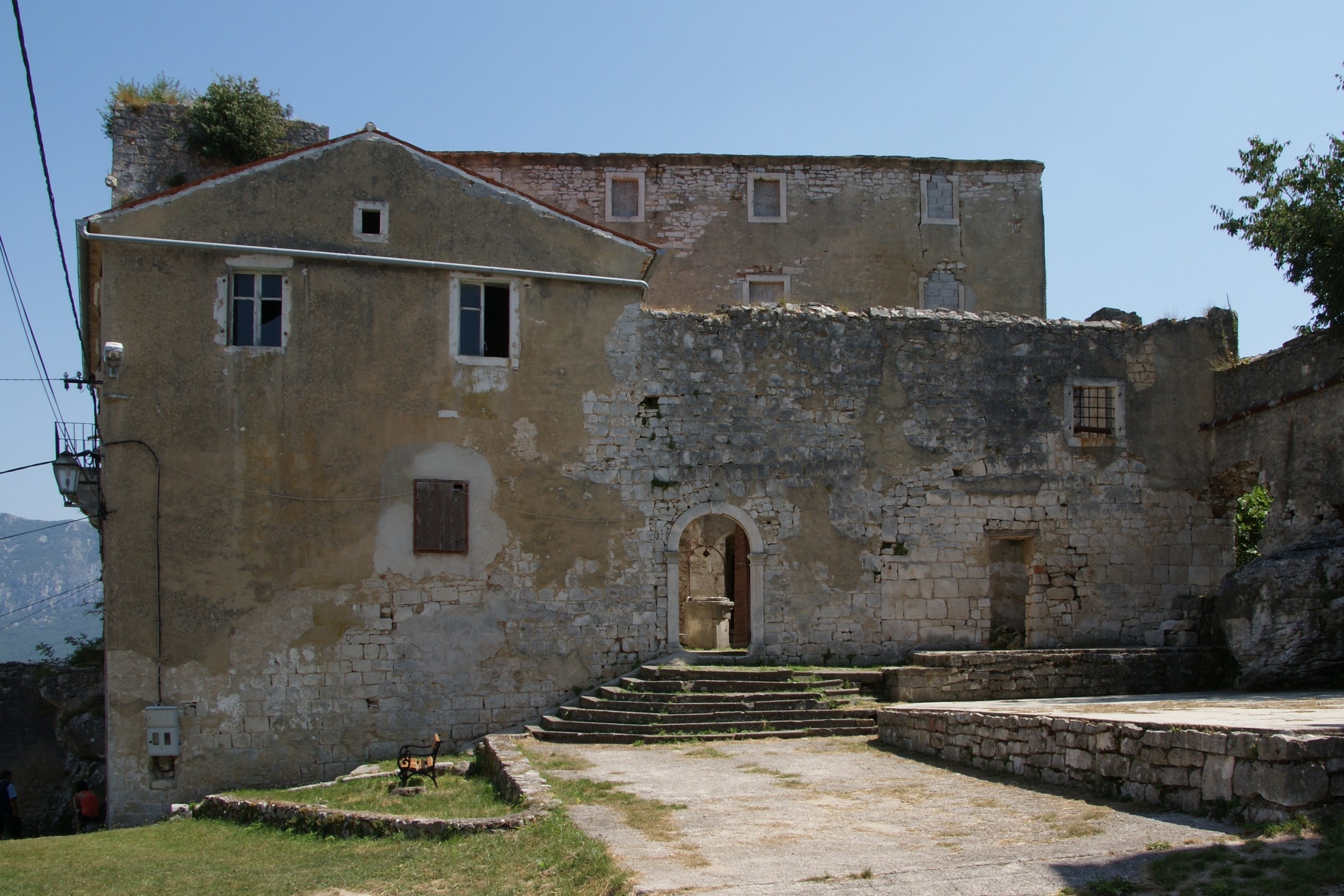
La rocca di Chersano
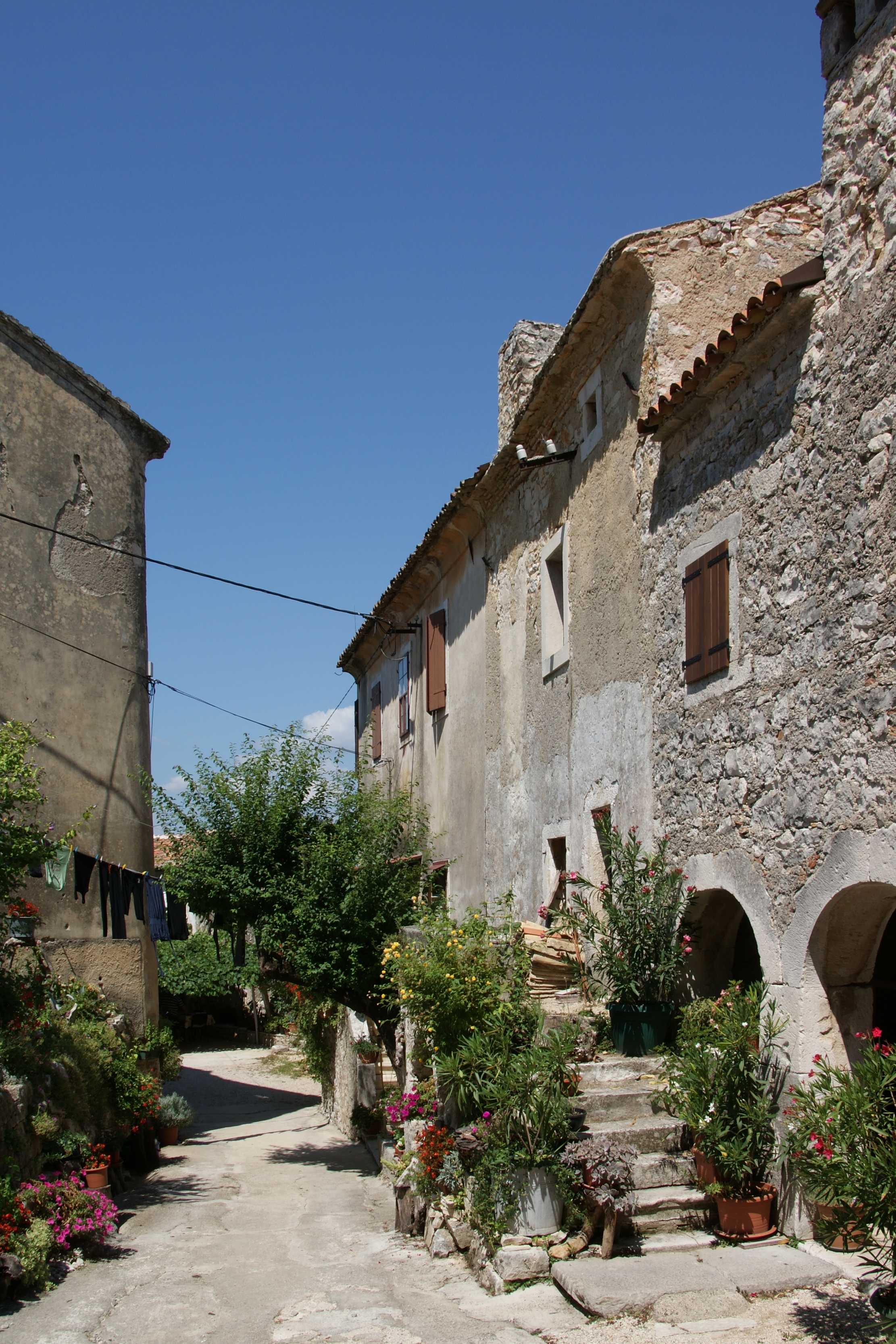
Una via nell'abitato storico